# Надовражино
Надовра́жино — деревня в Истринском районе Московской области России. Относится к городскому поселению Снегири. Население — 25 чел. (2010). На территории 4 садовых товарищества и коттеджный посёлок.

## Население
| 2002 | 2006 | 2010 |
| ---- | ---- | ---- |
| 9    | ↗11  | ↗25  |

## География
Расположена на границе с Солнечногорским районом, примерно в 16 км к востоку от центра города Истры, в 4 км севернее Волоколамского шоссе. Соседние населённые пункты — деревни Дедово-Талызино и Турово. Рядом с деревней находится исток реки Грязевы.

## Название
Происхождение названия обусловлено расположением деревни над оврагом. В писцовой книге 1623 года упоминается как пустошь Надовражная. В 1646 году это деревня, а с 1678 года — сельцо Надовражное, в котором в 1731 году была освящена церковь во имя Николая Чудотворца, и в материалах Генерального межевания XVIII века сельцо фигурирует уже как село Никольское.
В списке 1862 года значится как Никольское (Надовражье, Завражное, Протасьево), где Завражное — вариант первичного названия, а Протасьево — по фамилии владевших селом в 1646—1748 гг. Протасьевых.

## Исторические сведения
Входила в состав Еремеевской волости, относившейся сначала к Звенигородскому (до 1921 года), а затем к Воскресенскому уезду (1921—1929) Московской губернии. По данным на 1890 год в деревне (в то время — Завражье (Надовражино-Никольское)) проживало 116 человек, по материалам Всесоюзной переписи 1926 года — 221 человек, насчитывалось 39 хозяйств, имелась школа I ступени.

## Достопримечательности
- Церковь Рождества Пресвятой Богородицы (бывшая Церковь Николая Чудотворца). Каменный храм второй половины XVIII века, с трапезной, в которой помещались Никольский и Димитрия Ростовского престолы, разрушен в 1930—1940-х годах. Архитектура выстроенной на фундаментах храма нынешней церкви представляет современное осмысление форм неорусского стиля[9].